# Neoleptastacus trisetosus
Neoleptastacus trisetosus is een eenoogkreeftjessoort uit de familie van de Arenopontiidae. De wetenschappelijke naam van de soort is voor het eerst geldig gepubliceerd in 1982 door Mielke.